# Маззелла, Фредерик
Фредерик Маззелла (род. 9 марта 1976) — французский предприниматель и основатель BlaBlaCar, маркетплейса для карпулинга.

## Образование
Маззелла получил образование пианиста, обучался в одной из лучших школ Франции. После получения степени по математике, физике и химии в лицее Генриха IV, он получил степень магистра физики в Школе высшего образования(«ENS»). Будучи студентом, прошел стажировку на факультете робототехники Стэнфордского университета. В 1999 году он поступил в Стэнфордский университет.
C 1999 до 2002 года занимался исследованиями в NASA.

## Карьера
Получив ученую степень, он вернулся в Париж и начал работать на «Kabir Frédéric». В 1999 году он также работал в качестве консультанта для «Blue Pumpkin», а в 2000 году — для японской компании «Nippon Telegraph and Telephone».

## BlaBlaCar
К идее создания BlaBlaCar его привела собственная история, когда в декабре 2003 года он хотел навестить свою семью на Рождество, но все билеты на поезд были раскуплены. Его сестре пришлось проделать 150-километровый путь чтоб забрать его и во время пути он заметил, что большинство автомобилей, идущих в его направлении, не имеют пассажиров. Ночами и выходными он начал работать над созданием концепции для решения этой проблемы. К 2006 году он купил веб-сайт под названием «Covoiturage.fr».
В 2007 году Маззелла поступил на программу магистра делового администрирования в «INSEAD».
В 2008 году вместе с Фрэнсисом Наппесом и Николасом Брюссоном он запустил «BlaBlaCar». В 2015 году прибыль компании «BlaBlaCar» составила 200 млн долларов, а стоимость компании достигла 1,6 млрд долларов.

## Инвестиции
Мазелла инвестировал несколько технологических стартапов, включая «Bim App», «Patatam», «Happydemics», «Gojob», «Bnbsitter», «Zenpark», «Onfido», «Yescapa», «Shapr» и «StarOfService».

## Достижения
В сентябре 2015 года Маззелла занял 49-е место в списке «Wired» в номинации «100 самых влиятельных лиц».